# Pirova vojna
Pirova vojna ali Pirska vojna (280–275 pr. n. št.) se je v veliki meri odvijala med Rimsko republiko in Pirom, kraljem Epira, ki so ga prebivalci grškega mesta Tarent v južni Italiji prosili za pomoč v vojni proti Rimljanom.
Pir, vešč poveljnik z močno vojsko, podprto z bojnimi sloni (s katerimi se Rimljani niso bili vajeni soočati), je sprva užival uspeh proti rimskim legijam, vendar je utrpel velike izgube tudi v teh zmagah. Pir ni mogel nadoknaditi svojih izgub zaradi finančnih in populacijskih omejitev Epira. Rimljani so imeli nasprotno zelo veliko vojaške in delovne sile in so lahko nadomestili svoje izgube. Plutarh je zapisal, da je Pir po drugi bitki v vojni dejal: "Če bomo zmagali v še eni bitki z Rimljani, bomo popolnoma uničeni." To je vir izraza "Pirova zmaga", zmaga, ki povzroči izgube, ki si jih zmagovalec dolgoročno ne more privoščiti.
Izčrpan od bitk proti Rimu, je Pir preselil svojo vojsko na Sicilijo, da bi se namesto tega boril proti Kartažanom. Po več letih kampanje tam (278–275 pr. n. št.) se je leta 275 pr. n. št. vrnil v Italijo, kjer je bila bitka, ki je končala vojno in se je končala z rimsko zmago. Po tem se je Pir vrnil v Epir, s čimer se je vojna končala. Tri leta kasneje, leta 272 pr. n. št., so Rimljani zavzeli Tarent.
Pirska vojna je bila prvič, da se je Rim soočil s profesionalnimi najemniškimi vojskami helenističnih držav vzhodnega Sredozemlja. Rimska zmaga je pritegnila pozornost teh držav na nastajajočo moč Rima. Ptolemaj II. Filadelf, kralj ptolemajskega Egipta, je vzpostavil diplomatske odnose z Rimom. Po vojni je Rim uveljavil svojo hegemonijo nad južno Italijo.

## Ozadje
Do leta 290 pr. n. št., ob koncu treh samnitskih vojn, je Rim vzpostavil svojo hegemonijo nad deli osrednje in južne Italije, utrjeno z zavezništvi z različnimi italskimi ljudstvi v osrednji Italiji. Južno od rimske sfere vpliva so bile grške mestne države Magna Graecia. Tarent je bil največji in najmočnejši med njimi in ko so Tarentinci napadli rimsko floto ob svoji obali, je Rim napovedal vojno.
Apijan, Kasij Dion in Ivan Zonara imajo različne različice dogodkov, ki so sprožili napoved vojne. V Apijanovi različici se je leta 282 pr. n. št. deset rimskih ladij pojavilo blizu Tarenta, v severovzhodnem delu Tarentskega zaliva. Domnevno je Publij Kornelij Dolabela (eden od dveh konzulov za leto 283 pr. n. št.) plul ob obali Magna Graecia in si ogledoval znamenitosti. Demagog je meščane spomnil na staro pogodbo, v kateri so se Rimljani zavezali, da ne bodo pluli onkraj rta Lacinium blizu Crotona, na nasprotni strani zaliva. Prepričal jih je, da napadejo ladje: štiri so bile potopljene in ena je bila zajeta "z vsemi na krovu". To naj bi se zgodilo leto po Dolabelovem konzulatu, ker se je tisto leto boril v osrednji Italiji. Apijanovo pojasnilo ni upravičilo, zakaj je bilo za ogled konzula potrebnih toliko ladij.
Niti Kasij Dion niti Zonaras (čigar različica je temeljila na različicah Kasija Diona) nista omenjala pogodb med Rimljani in Tarentinci. Zonaras je zapisal, da so se Tarentinci povezali z Etruščani, Galci in Samniti, ki so jih Rimljani v preteklih letih premagali v različnih bitkah, vendar Tarentinci v teh bitkah niso sodelovali. Zonaras je tudi opisal Lucija Valerija kot 'admirala', ki je plul na kraj, kamor je bil poslan in si je želel zasidrati pred Tarentom. Tarentinci so mislili, da se Lucij Valerij maščuje za njihova pretekla dejanja, zato so potopili njegove ladje, ubili in ujeli nekaj posadke.
V besedilu Kasija Diona je bil Lucij Valerij poslan na neko nalogo. Tarentinci so bili opiti z vinom med praznovanjem Dionizijskega festivala. Ko so zagledali njegove ladje, so posumili v namen Lucija Valerija in napadli njegove ladje "brez kakršnegakoli prikaza sile z njegove strani ali najmanjšega suma sovražnega dejanja ..." Rimljani so bili jezni zaradi tega, "vendar se niso odločili, da bi takoj šli v boj proti Tarentu. Tako so poslali odposlance, da ne bi izgledalo, da so zadevo prešli v tišini in jih s tem naredili še bolj arogantne." Tarentinci niso sprejeli predloga odposlancev in so jih žalili. Posledično so Rimljani napovedali vojno.
V drugem fragmentu je Kasij Dion zapisal, da so Rimljani izvedeli, da se Tarent pripravlja na vojno proti njim in poslali Gaja Fabricija Luscinusa (enega od konzulov za leto 282 pr. n. št.) kot odposlanca v mesta, zavezniška Rimu, da bi preprečili upor tam. Vendar so ga "ti narodi" aretirali in poslali može k Etruščanom, Umbrom in Galcem, kar je povzročilo, da se jih je več odcepilo. Zapisal je tudi, da so Tarentinci začeli vojno, vendar so se počutili varne, ker so se Rimljani pretvarjali, da ne vedo za načrte Tarentincev zaradi svojih "začasnih zadreg". Tarentinci so mislili, da jih ne opazujejo. "Vedli so se še bolj predrzno in prisilili Rimljane, tudi proti njihovi volji, da so se z njimi vojskovali."
Izjave Kasija Diona so dvoumne. Izjava, da so Rimljani izvedeli, da se Tarent pripravlja na vojno, zakriva dejstvo, da znani dogodki kažejo, da je Tarent to storil šele, ko mu je Rim napovedal vojno. Izjava, da so Tarentinci začeli vojno, vendar so se počutili varne, ker so se Rimljani pretvarjali, da se tega ne zavedajo, je prav tako dvoumna. Rimljani so poslali svoje odposlance kmalu po napadih na njihove ladje in napovedali vojno kmalu po tem, ko so bili njihovi odposlanci žaljeni. Zato je težko videti, kaj je bilo pretvarjanje. Ta fragment trdi, da so Tarentinci začeli vojno, v resnici pa so le povzročili dogodke, ki so do nje pripeljali. Kar zadeva pošiljanje Gaja Fabricija k rimskim zaveznikom, se je to zgodilo v letu napada na rimske ladje in verjetno je bilo po tem dogodku. Tega leta je bil tudi upor različnih italskih ljudstev, kar kaže zapis za leto 282 pr. n. št. v letopisih Livijeve Periochae: "Samniti so se uprli. V več bitkah so se številni poveljniki uspešno borili proti njim in proti Lukanom, Brutijcem in Etruščanom." Verjetno je bil sprožen zaradi napetosti med Rimom in Tarentom.
Apijan je zapisal, da so Tarentinci obtožili grško mesto Turij (na vzhodni obali Kalabrije), da je dajalo prednost Rimljanom pred njimi, čeprav so bili Grki, "držali so njegove državljane za glavne krivce, da so Rimljani presegli meje [pogodbe]. Nato so izgnali najplemenitejše državljane Turija, oplenili mesto," in odpustil rimsko garnizijo, ki je bila tam nameščena po pogodbi." Livijeva Periochae je zabeležila, da so se Rimljani, ko so se borili proti Lukanom, odločili podpreti tudi prebivalce Turija. Datacija se zdi, da je bila leta 286 ali 285 pr. n. št. Plebejski tribun Gaj Aelij, ki je predlagal pomoč temu mestu, je bil s strani njegovih prebivalcev počaščen s kipom na Rimskem forumu. Dionizij iz Halikarnasa je zapisal, da je Gaj Fabricij Luscinus "premagal Samnite, Lukane in Brutijce v trdovratnih bitkah in odpravil obleganje Turija", ko je služil kot konzul leta 282 pr. n. št.
Sodobni zgodovinski konsenz navaja kršitev pogodbe, ki jo omenja Apijan in odpravo obleganja Turija kot razlago za napad na rimske ladje. Apijanova trditev o ogledovanju znamenitosti se zdi neverjetna. Tarentum je bil zaskrbljen zaradi naraščajočega rimskega vpliva na tem območju, ki se je začel, ko je Turij leta 286 ali 285 pr. n. št. zaprosil za rimsko zaščito. To obračanje k Rimu namesto k Tarentumu je slednji razumel kot priznanje nastanka Rima kot hegemonske sile v Italiji. Verjetno zato je Apijan zapisal, da so Tarentinci krivili Turij za prekoračitev meja pogodbe, napadli mesto in izgnali rimsko garnizijo. Špekuliralo se je, da je omenjena pogodba morda bila mirovna pogodba, ki jo je sklenil Aleksander Epirski z Rimljani leta 332 pr. n. št. med pohodom v južno Italijo za podporo Tarentumu proti Lukanom, ali pogodba, sklenjena s Kleonimom iz Šparte leta 303 pr. n. št. iz istega razloga. Prav tako se je špekuliralo, da so Rimljani, ko so odpravili obleganje Turija, morda prepeljali svoje čete z majhno floto, ki se je pojavila pred Tarentumom.
Po napadu na njihove ladje so Rimljani poslali odposlance, da bi zahtevali vrnitev svojih ujetnikov in prebivalcev Turija, obnovo njihovega oplenjenega premoženja in predajo storilcev. Odposlanci so bili predstavljeni ljudem, ki so se zabavali med Dionizijevim festivalom. Posmehovali so se jim zaradi načina, kako so govorili grško in njihovih rimskih tog. Eden moški se je olajšal in umazal oblačila glavnega odposlanca. Voditelji mesta se za to niso opravičili in so zavrnili predlog.
Dionizij iz Halikarnasa je zapisal, da je ob vrnitvi odposlancev v Rim vladala velika ogorčenost. Nekateri so trdili, da Rim ne bi smel poslati vojske proti Tarentumu, dokler ne bi podjarmil upornih Lukanov, Brutijcev, Samnitov in Etruščanov. Zmagali so tisti, ki so se zavzemali za takojšnjo vojno. Apijan je zapisal, da je Lucij Emilij Barbula (eden od konzulov za leto 281 pr. n. št.) dobil ukaz, naj prekine svoje operacije proti Samnitom in napade Tarentum. Najprej naj bi ponudil pogoje in če se Tarentinci ne bi strinjali, naj bi začel vojno. Zonaras pa je zapisal, da je Lucij Emilij ponudil ugodne predloge, v upanju, da bodo Tarentinci izbrali mir. Vendar so bila mnenja Tarentincev deljena. Provojna frakcija je poslala odposlance k Piru, da bi predlagala zavezništvo. Lucij Emilij je to izvedel in oplenil podeželje. Tarentinci so izvedli izpade, vendar so bili ti odbiti. Lucij Emilij je z osvoboditvijo nekaterih vplivnejših ujetnikov vzbudil upanje na spravo. Vendar so obstajala nesoglasja. Agis, prijatelj Rimljanov, je bil izbran za generala mesta. Tudi Plutarh je zapisal, da so starejši, ki jih je opisal kot razumni, nasprotovali načrtu, da bi poklicali na pomoč Pira. Vendar pa so bili "preglaseni z vpitjem in nasiljem vojne stranke, drugi pa so se, ko so to videli, umaknili iz skupščine." Plutarh ni omenil izvolitve Agisa.

## Tarentum prosi Pira za pomoč
Dionizij iz Halikarnasa je zapisal, da so se Tarentinci odločili prositi Pir Epirski|Pira]] za pomoč in izgnali tiste, ki so temu nasprotovali. Pred tem se je Tarentinec Meton pretvarjal, da je pijan, da bi prikazal svoboden in lagoden življenjski slog Tarentincev, nasprotoval je dovoljenju kralju, da garnizira mesto in trdil, da bi to prineslo veliko zla svobodnemu in demokratičnemu mestu, kot je Tarentum. Nekaj časa so ga poslušali, nato pa so ga vrgli iz gledališča, kjer se je zbrala ljudska skupščina. Kasij Dion je tudi povedal, da Metonu ni uspelo prepričati Tarentincev, naj se ne zapletajo v vojno z Rimljani in da je trdil, da bo Tarentum pod Pirom izgubil svojo svobodo. Plutarh je zapisal, da so njegove besede "prepričale večino Tarentincev in šepet odobravanja se je razširil po skupščini. Toda tisti, ki so se bali, da bi bili, če bi bil sklenjen mir, prepuščeni Rimljanom, so grajali ljudi, ker so se krotko podredili tako nesramnemu ravnanju pijanega veseljaka in so se združili ter Metona vrgli ven." Po tem je bil sprejet odlok o pošiljanju odposlancev iz Tarentuma in drugih grških mest v Italiji k Piru. Prinesli so darila in trdili, da bo, če bo šel v Italijo, našel vojsko 50.000 pešcev in 20.000 konjenikov, zbranih iz Tarentuma, Mesapije, Lukanije in Samnija. To je Pira navdušilo in Epirote je spodbudilo k boju v Italiji.
Kasij Dion je zapisal, da je Pir "zelo cenil svoje moči, ker so ga tuji narodi imeli za enakovrednega Rimljanom." Dolgo časa je hrepenel po Siciliji in razmišljal, kako bi strmoglavil rimsko moč, vendar se ni hotel boriti z njimi, "ko mu ni bila storjena nobena krivica." Tako Kasij Dion kot Plutarh sta pisala o Cineas, pomembnem Piru svetovalcu. Bil je človek iz Tesalije z ugledom velike modrosti, ki je bil učenec Demostena govornika. Pir ga je zelo cenil. Cineas je videl norost odprave v Italijo. Poskušal je Pira odvrniti in ga pozival, naj bo zadovoljen z imetjem, ki ga je že imel, vendar ga Pir ni poslušal.
Pir je prosil Antioha I. Soterja (kralja Selevkidskega cesarstva) za denar in Antigona II. Gonata (kralja Makedonije), naj mu posodi ladje za prevoz njegove vojske v Italijo. Ptolemaj II. Filadelf (kralj Ptolemajskega kraljestva v Egiptu) mu je dal 5.000 pešcev in 2.000 konjenikov pod pogojem, da mu ne bodo služili več kot dve leti. V zameno, ker je Pir v Italijo peljal najboljše iz svoje vojske, je Ptolemeja imenoval za varuha svojega kraljestva, medtem ko ga ni bilo.
Ivan Zonara je zapisal, da je Pir, ki je prošnjo za pomoč videl kot srečno priložnost za svoje cilje v Italiji, vztrajal pri klavzuli v pogodbi s Tarentinci, ki je določala, da ga v Italiji ne smejo zadrževati dlje, kot je potrebno, da ne bi vzbudil suma. Po tem je večino tarentinskih odposlancev zadržal kot talce z izgovorom, da jih potrebuje, da mu pomagajo pripraviti vojsko. Nekaj jih je poslal naprej s Cineasom, ki je dobil nekaj vojakov. To se je zgodilo med pogajanji z Rimljani. Kmalu po Agisovi izvolitvi je prispel in njegov prihod je opogumil Tarentince, da so prekinili poskuse sprave z Rimljani. Agisa so odstavili in za poveljnika izvolili enega od odposlancev. Kmalu zatem je Pir poslal Mila, enega od svojih poročnikov, naprej z drugo silo. Zavzel je akropolo, da bi služila kot Pirovo poveljstvo in prevzel varovanje obzidja. Tarentinci so bili veseli, da so bili razbremenjeni te naloge, dali so hrano vojakom in poslali denar Piru. Plutarh je zapisal, da je Kineas odšel v Tarent z 3.000 vojaki.
Lucij Emilij je videl, da so Pirovi vojaki prispeli in se niso mogli obdržati, ker je bila zima. Odpravil se je v Apulijo. Tarentinci so ga napadli iz zasede na ozkem prelazu. Vendar je postavil nekaj ujetnikov spredaj in ti so ustavili napad, ker niso hoteli poškodovati svojih rojakov.
Zonaras je zapisal, da Pir sploh ni čakal na pomlad, da bi prečkal morje in dosegel Italijo (Sredozemsko morje je pozimi viharno). Ujel ga je vihar. Izgubil je veliko mož, ostale pa je razkropilo morje. S težavo je po kopnem dosegel Tarent. Plutarh je zapisal, da je bilo po tem, ko je bilo iz Tarenta poslanih veliko ladij, vkrcanih 20.000 pešakov, 2.000 lokostrelcev, 500 pračarjev, 3.000 konjenikov in dvajset slonov. Ko je floto zajel vihar, so nekatere ladje zgrešile Italijo in pristale v morjih Sicilije in Afrike. Druge so bile odnesene na druge obale in so bile uničene. Pir se je vrgel v morje in mu je uspelo doseči obalo. Pomagali so mu Mesapijci. Nekatere ladje so preživele vihar. Samo 2.000 pešakov, nekaj konjenikov in dva slona so dosegli Italijo.
Pir ni storil ničesar proti volji Tarentincev in jim ni ničesar vsiljeval, dokler niso prispele preživele ladje in dokler ni zbral večine svojih sil. Po tem je prebivalcem naložil omejitve, ker so bili zainteresirani le za lagoden življenjski slog in bi mu prepustili vse bojevanje. Zaprl je vse gimnazije, prepovedal festivale, bankete, veseljačenje in pitje. Zaprl je gledališče, če bi se ljudje tam zbrali za upor. Bal se je, da bi se ljudje, ki bi se počutili zatirane, lahko pridružili Rimljanom. Zato je poslal tarentinske moške, ki bi lahko bili sposobni politiki, v Epir in nekatere od njih umoril. Ukazal je, da se državljani podvržejo strogim vojaškim vajam ali se soočijo s kaznijo in moške vojaške starosti je vpoklical v vojaško službo skupaj s svojimi vojaki ter jih razdelil v dve četi. Zonaras je tudi zapisal, da je Pir postavil straže v hiše ljudi, da ne bi zapustili mesta. Tarentinci so menili, da so v Piru našli gospodarja namesto zaveznika. Nekateri so se pritoževali in zapustili vrste. Plutarh je zapisal: "Mnogi so zato zapustili mesto, saj niso bili navajeni biti pod poveljstvom in so to imenovali suženjstvo, da ne živijo po svoji volji." Apijan je zapisal, da je bila kazen za neizvajanje strogih vojaških vaj smrt; "kraljevi častniki [ ] so se na silo nastanili pri državljanih in odkrito zlorabljali njihove žene in otroke.... [M]nogi ljudje ... so pobegnili iz mesta, kot da bi šlo za tujo vlado, in se zatekli na polja, ... [in] Pir ... je zaprl [mestna] vrata in postavil straže nad njimi."
Grško mesto Regija v Kalabriji, ob Messinski ožini, je Rimljane prosilo za garnizijo. Rimljani so v mesto poslali kontingent 4.000 mož. Sprva so spoštovali svojo dolžnost. Ker pa so bili Rimljani zaposleni z reševanjem zadev s Tarentom in Pirom, ta kontingent ni bil pod strogim nadzorom in so pod vodstvom svojega poveljnika Decija, hrepeneli po bogastvu mesta. Navdihnili so jih Mamertinci, najemniki, ki jih je Agatokles iz Sirakuz postavil za garnizijo mesta Mesana (na Siciliji, na drugi strani ozkega Mesinskega preliva) in so po njegovi smrti leta 289 pr. n. št. zavzeli mesto ter pobili njegove moške prebivalce. Decij je predstavil pisma, za katera je trdil, da so jih Piru napisali nekateri državljani, ki so mu želeli izdati mesto. Prav tako je poskrbel, da je nekdo sporočil, da je del Pirove flote zasidran v bližini. To je bil izgovor za zavzetje mesta. Veliko ljudi je bilo ubitih. Decij je nato potrdil prijateljstvo z Mamertinci. Rimljani niso takoj reagirali, ker so bili zaposleni z reševanjem zadev s Pirom. Očitali so jim, ker se zdi, da tej zadevi niso pripisovali velikega pomena. Med svojim drugim konzulatom leta 278 pr. n. št., potem ko je Pir odšel na Sicilijo, je bil Gaj Fabricij Luscin poslan v Regij. Oblegal je mesto in ga zavzel. Preživeli uporniki so bili poslani v Rim, kjer so jih pretepli z palicami in usmrtili zaradi izdaje, njihova trupla pa so bila vržena stran nepokopana. Decij je storil samomor.

## Bitka pri Herakleji (280 pr. n. št.) in kasnejša pogajanja
Pred tem časom Rim nikoli ni meril svoje vojaške moči proti nobeni od helenističnih držav v vzhodnem Sredozemlju.
Publij Valerij Levin, eden od dveh konzulov za leto 280 pr. n. št., je z veliko vojsko odkorakal proti Piru in na poti oplenil Lukanijo. Želel se je boriti čim dlje od rimskega ozemlja in upal je, da ga bo s pohodom proti Piru prestrašil. Zavzel je močno strateško točko v Lukaniji, da bi oviral tiste, ki so želeli pomagati Piru. Pir mu je poslal pismo, v katerem je dejal, da je prišel pomagat Tarentincem in italskim ljudstvom ter prosil Rimljane, naj mu prepustijo, da reši njihove spore s Tarentinci, Lukani in Samniti. Pravično bi posredoval in popravil morebitno škodo, ki so jo ti narodi povzročili. Pozval je Rimljane, naj ponudijo jamstva glede morebitnih obtožb proti njim in se držijo njegovih odločitev. Če bi Rimljani to sprejeli, bi bil njihov prijatelj; če ne, bi bila vojna. Konzul je odgovoril, da Rimljani ne bodo sprejeli njega kot sodnika za svoje spore z drugimi narodi. Niso se ga bali kot sovražnika in bi se borili ter zahtevali kazni, ki so jih želeli. Pir bi moral razmisliti, koga bi ponudil kot jamstvo za plačilo kazni. Prav tako je povabil Pira, naj svoje zadeve predstavi senatu. Levin je ujel nekaj izvidnikov in jim pokazal svoje čete, jim povedal, da ima veliko več mož in jih poslal nazaj k Piru. 
Pir se še ni pridružil svojim zaveznikom in se je odpravil na polje s svojimi silami. Svoj tabor je postavil na ravnini med mestoma Pandosija in Herakleja. Nato si je ogledal rimski tabor naprej ob reki Siris. Odločil se je zavlačevati, da bi počakal na svoje zaveznike in v upanju, da bodo zaloge Rimljanov, ki so bili na sovražnem ozemlju, upadle, je postavil straže ob reki. Rimljani so se odločili, da se premaknejo, preden bi prispeli njegovi zavezniki in so prečkali reko. Straže so se umaknile. Pir, zdaj zaskrbljen, je postavil pehoto v bojno linijo in napredoval s konjenico, v upanju, da bo ujel Rimljane, medtem ko so še prečkali. Ko je videl veliko rimsko pehoto in konjenico, ki se mu je približevala, je Pir oblikoval tesno formacijo in napadel. Rimska konjenica se je začela umikati in Pir je poklical svojo pehoto. Bitka je dolgo časa ostala neodločena. Rimljane so sloni potisnili nazaj in njihove konje so prestrašili. Pyrrhus je nato razporedil Tesalsko konjenico. Rimljani so bili zmedeni in so bili poraženi.
Zonaras je zapisal, da bi bili vsi Rimljani ubiti, če ne bi ranjen slon zatulil in zmedel ostale živali. To je "Pira zadržalo pred zasledovanjem in Rimljani so tako uspeli prečkati reko in pobegniti v apulijsko mesto." Kasij Dion je zapisal, da je "Pir postal slaven zaradi svoje zmage in si pridobil velik ugled, do te mere, da so se mu pridružili mnogi, ki so ostali nevtralni, in vsi zavezniki, ki so opazovali razvoj dogodkov. Ni jim odkrito pokazal jeze niti ni popolnoma skrival svojih sumov; nekoliko jih je grajal zaradi njihove zamude, sicer pa jih je prijazno sprejel." Plutarh je opozoril, da je Dionizij iz Halikarnasa navedel, da je padlo skoraj 15.000 Rimljanov in 13.000 Grkov, vendar je po Hieronymusu iz Kardije padlo 7.000 Rimljanov in 4.000 Grkov. Besedilo Hieronymusa iz Kardije je izgubljeno, prav tako pa je izgubljen del besedila Dionizija, ki to omenja. Plutarh je zapisal, da je Pir izgubil svoje najboljše čete in svoje najbolj zaupanja vredne generale in prijatelje. Vendar so se mu pridružila nekatera mesta, zavezana Rimljanom. Odkorakal je do 60 kilometrov od Rima in ropal ozemlja ob poti. Pozneje so se mu pridružili mnogi Lukanijci in Samniti. Pir je bil vesel, da je Rimljane premagal s svojimi četami.
Cassius Dio (Kasij Dion) je zapisal, da je Pir izvedel, da se Gaius Fabricius Luscinus in drugi odposlanci približujejo, da bi se pogajali o njegovih ujetnikih. Poslal jim je stražo do meje, nato pa jim je šel naproti. Pospremil jih je v mesto in jih gostil ter jim izkazoval čast, upajoč na premirje. Fabricius je dejal, da je prišel po svoje ujetnike in Pir je bil presenečen, da niso bili pooblaščeni za pogajanja o mirovnih pogojih. Pir je dejal, da si želi prijateljstva in mirovne pogodbe ter da bo izpustil ujetnike brez odkupnine. Odposlanci so zavrnili pogajanja o takšnih pogojih. Pir je predal ujetnike in poslal Cineasa v Rim z njimi, da bi se pogajal z rimskim senatom. Cineas je odlašal, preden je zaprosil za avdienco pri senatu, da bi obiskal vodilne može Rima. V senat je šel, potem ko je pridobil mnoge od njih. Ponudil je prijateljstvo in zavezništvo. V senatu je potekala dolga razprava in mnogi senatorji so bili nagnjeni k sklenitvi premirja.
Livij in Justin sta, tako kot Cassius Dio, obisk Gaja Fabricija in drugih odposlancev, ki so šli k Piru, postavil v čas preden je Cineas odšel v Rim. V Livijevem delu "Periochae" se je Fabricius pogajal o vrnitvi ujetnikov, poslanstvo Cineasa pa je bilo organizirati Pirov vstop v mesto in se pogajati o mirovni pogodbi. V Justinovem poročilu je Fabricius sklenil mirovno pogodbo s Pirom in Cineas je odšel v Rim, da bi pogodbo ratificiral. Zapisal je tudi, da Cineas "ni našel nikogaršnje hiše odprte za njihovo sprejem." Plutarch pa je imel to zaporedje obratno. Poslanstvo pod vodstvom Gaja Fabricija je postavil po Cineasovem potovanju v Rim in zapisal, da je Pir iskal prijateljske pogoje, ker ga je skrbelo, da so Rimljani po porazu še vedno bojeviti in menil je, da je zavzetje Rima preseglo velikost njegove sile. Poleg tega bi prijateljska poravnava po zmagi okrepila njegov ugled. Cineas je ponudil osvoboditev rimskih ujetnikov, obljubil pomoč Rimljanom pri podjarmljenju Italije in v zameno prosil le za prijateljstvo in imuniteto za Tarentum.
Mnogi senatorji so bili naklonjeni miru (po Plutarhovem poročilu) ali premirju (po poročilu Kasija Diona), ker bi se Rimljani morali soočiti z večjo vojsko, saj so se jim pridružili italski zavezniki Pira. Vendar pa se je Apij Klavdij Cek, ki je bil star in slep ter je bil zaprt v svoji hiši, dal prinesti v senat v nosilnici. Rekel je, da Piru ni mogoče zaupati in da premirje (ali mir) ni ugodno za državo. Pozval je, naj se Cineas takoj odpusti iz mesta in naj se Piru pove, naj se umakne v svojo deželo in od tam poda svoje predloge. Senat je soglasno glasoval za takojšnje odposlanje Cineasa in za nadaljevanje vojne, dokler bo Pir v Italiji.
Apijan je zapisal, da je senat odredil nabavo dveh novih legij za konzula Publija Valerija Laevina. Opozoril je, da nekateri viri njegovih informacij poročajo, da je Cineas, ki je bil še vedno v Rimu, videl, kako se rimsko ljudstvo mudi z vpisom v legije in Piru povedal, da se bori proti hidri (mitološki pošasti z mnogimi glavami, ki so ji zrasli dve novi glavi, ko so ji odsekali eno glavo). Drugi viri so navajali, da je Pir sam videl, da je rimska vojska zdaj velika, ker je Tiberij Korunkanij, drugi konzul, "prišel iz Etrurije in združil svoje sile s silami Laevina." Apijan je zapisal, da je Cineas tudi rekel, da je Rim mesto generalov in da se zdi mesto z mnogimi kralji. Pir je korakal proti Rimu in plenil vse na poti. Dosegel je Anagnio in se odločil odložiti bitko, ker je bil močno obremenjen s plenom. Odšel je v Kampanijo in poslal svojo vojsko v zimske tabore. Florus je zapisal, da je Pirov pohod na Rim opustošil bregove reke Liris in rimsko kolonijo Fregellae ter dosegel Praeneste (današnja Palestrina), ki je bila le 20 mi (30 km) od Rima in ki jo je skoraj zavzel. Plutarh je zapisal, da je Cineas ocenil, da imajo Rimljani zdaj dvakrat več vojakov kot takrat, ko so se borili v bitki pri Heraklej, in da je "bilo še mnogokrat več Rimljanov, ki so bili sposobni nositi orožje." Justin je zapisal, da je Cineas Piru povedal, da je pogodbo "prekinil Apij Klavdij" in da se mu je Rim zdelo mesto kraljev.
Kasij Dion je podal drugačen opis Pirovega pohoda proti Rimu. V njegovi različici je bil to pohod v Tirenski Italiji. Publij Valerij Laevin je ugotovil, da želi Pir zavzeti Capuo (v Kampaniji) in jo je garniziral. Pir se je odpravil proti bližnjemu Neapolisu (Neapelj), vendar ni ničesar dosegel in je šel skozi Etrurijo "z namenom, da bi tudi tamkajšnje ljudi pridobil na svojo stran." Po Zonarasu je Pir videl, da so Etruščani sklenili pogodbo z Rimljani, Tiberij Korunkanij, drugi konzul za leto 280 pr. n. št., se je premikal proti njemu in Laevin mu je sledil. "Bal se je, da bo odrezan z vseh strani." Umaknil se je in se približal Kampaniji. Laevin se mu je zoperstavil z vojsko, ki je bila zdaj večja in "izjavil je, da rimske legije, ko so bile razkosane, spet zrastejo, kot hidra." Pir je zavrnil bitko in se vrnil v Tarentum. Zaradi fragmentarne narave ohranjenih besedil Kasija Diona in Zonarasa je datiranje teh dogodkov negotovo. Lahko bi bilo po Ceinasevem potovanju v Rim. Kasij Dion je zapisal, da so Rimljani poslali še eno vojsko k Laevinu, ki je po oskrbi ranjencev sledil Piru in ga nadlegoval. Prav tako so poklicali Tiberija Korunkanija iz Etrurije in mu dodelili varovanje Rima.
Po Justinu je Rim poslal nekaj odposlancev k Ptolemeju II., kralju Ptolemejskega kraljestva v Egiptu.

## Bitka pri Askulu (279 pr. n. št.)
Kasij Dion je zapisal, da sta se med zimo obe strani pripravljali na naslednjo bitko. Spomladi je Pir napadel Apulijo. Mnoga mesta so bila zavzeta ali pa so kapitulirala. Rimljani so ga dohiteli blizu Askula in se utaborili nasproti njemu. Obe strani sta se izogibali druga drugi več dni. Krožile so govorice, da se Publij Decij Mus (eden od dveh konzulov za leto 279 pr. n. št.) pripravlja, da se bo posvetil (devotio) kot sta se pred njim že njegov oče in dedek. Pri "devotio" se je rimski poveljnik žrtvoval tako, da se je samomorilno pognal v sovražne vrste kot zaobljubo bogovom v zameno za zmago, ko so bile rimske čete preobremenjene. To je spodbudilo rimske vojake. Govorice so prestrašile italske privržence Pira, ki so verjeli, da bi jih njegova smrt uničila. Pir si je prizadeval, da bi jih pomiril, in ukazal, naj žive ujamejo vsakogar, ki je nosil oblačila, ki jih je družina Decij uporabljala za posvetitev. Poslal je človeka, da bi Publiju Deciju povedal, da mu ne bo uspelo v njegovem namenu in da bo po tem, ko bo ujet živ, bedno umrl. Rimska konzula sta odgovorila, da ni potrebe po devotio, ker bi ga Rimljani premagali brez nje.
Trije starodavni zgodovinarji so napisali poročila o tej bitki: Dionizij iz Halikarnasa, Plutarh in Kasij Dion. V Plutarhovi različici je bitka potekala dva dni. V drugih dveh različicah je trajala en dan. V različici Kasija Diona so zmagali Rimljani. V Plutarhovi različici je zmagal Pir. Plutarh je opozoril, da Dionizij iz Halikarnasa "ni omenjal dveh bitk, niti priznanega poraza Rimljanov." Dejansko Dionizij ni povedal, kdo je zmagal v bitki. Plutarh je tudi zapisal, da je Pir nekomu, ki mu je čestital, rekel: "Če bomo zmagali v še eni bitki z Rimljani, bomo popolnoma uničeni." To je bilo zato, ker je izgubil velik del sil, ki jih je pripeljal v Italijo, in večino svojih poveljnikov. Ni mogel poklicati več mož od doma in njegovi zavezniki v Italiji so postajali ravnodušni. Rimljani pa so lahko hitro dopolnili svoje sile "kot iz vrelca, ki bruha v notranjosti", in niso izgubili poguma ali odločnosti v porazu.

## Zavezništvo med Rimom in Kartagino
Justin je zapisal, da so bili leta 279 pr. n. št. Kartažani zaskrbljeni, da bi se Pir lahko vmešal v Sicilijo, kjer so imeli posesti na zahodu otoka, da bi pomagal grškim mestom na vzhodni in južni Siciliji proti njim. Poročali so, da so ga sicilski Grki prosili za pomoč. Justin je zapisal, da je bil Mago, kartažanski poveljnik, poslan v rimsko pristanišče s 120 ladjami in se je srečal z rimskim senatom, da bi ponudil pomoč. Senat je pomoč zavrnil. Kartažani, ki so upali, da bo vojna z Rimom preprečila Piru odhod na Sicilijo, so bili zaskrbljeni, da bi Pir Rimljane spravil v stisko. Nekaj dni kasneje se je Mago zasebno srečal s Pirom, "kot da bi bil mirovnik iz Kartagine, v resnici pa, da bi izvedel kraljeve poglede glede Sicilije,"na kateri otok naj bi bil poslan." Justin je te dogodke postavil pred poslanstvo Gaja Fabricija k Piru in potovanje Cineasa v Rim (glej zgoraj).
Polibij je v rimski knjižnici odkril dokumente o vrsti pogodb med Rimom in Kartagino. Ena izmed njih, četrta, je bila proti Piru. Določala je: "Če sklenejo zavezništvo s Pirom, morata oba izrecno določiti, da si lahko pomagata v kateri koli napadeni državi. Ne glede na to, kdo potrebuje pomoč, morajo Kartažani zagotoviti ladje za prevoz in sovražnosti, vendar mora vsaka država zagotoviti plačilo za svoje može. Kartažani, če je potrebno, morajo Rimljanom pomagati tudi po morju, vendar nihče ne sme prisiliti posadke, da se izkrca proti svoji volji." Livijeva Periochae je sklenitev te pogodbe postavila po bitki pri Askulu.
Obe strani sta sodelovali le v enem primeru. Ni bilo rimske pomoči, ko je Pir vodil kampanjo na Siciliji in ni bilo kartažanske pomoči, ko se je Pir vrnil v Italijo. Diodor Sicilski je zapisal, da so po sklenitvi zavezništva in pred Pirovim prehodom iz Italije na Sicilijo Kartažani na svoje ladje vzeli 500 rimskih legionarjev in prepluli do Regija (verjetno s Sicilije). Oblegali so uporniško rimsko garnizijo, ki je zavzela mesto (glej zgoraj), vendar so obleganje opustili, vendar ne preden so zažgali nekaj lesa, ki je bil zbran za ladjedelništvo. Ostali so in opazovali ozek Mesinski preliv med Italijo in Sicilijo, iščoč morebiten Pirov poskus prečkanja. To je morala biti prva akcija proti uporniški rimski garniziji v Regiju. Konzul Gaj Fabricij Luscinus je sčasoma premagal garnizijo in vrnil mesto njegovim prebivalcem.

## Sicilska kampanja (278–275 pr. n. št.)
Pir je odšel na Sicilijo in prevzel vodstvo grških mest vzhodne in južne Sicilije v vojni proti Kartažanom v zahodni Siciliji. Med Grki in Kartažani na Siciliji je obstajala zgodovina konfliktov (Sicilske vojne). Podrobnosti o Pirovi kampanji proti Kartažanom imamo iz dveh fragmentov iz dela Diodora Sicilskega. Plutarh je podal le zelo kratek opis, večina katerega je bila o odnosu med Pirom in grškimi mesti na Siciliji. Fragmenti iz besedila Dionizija iz Halikarnasa so prav tako o Piru in sicilskih Grkih. Fragmenti iz Apijana se večinoma ukvarjajo z dogodki, ki so se zgodili, ko je Pir zapuščal Sicilijo. Minimalne informacije imamo iz fragmentov iz besedila Kasija Diona.
V Plutarhovem opisu je Pir prejel dve prošnji za pomoč. Moški iz grških mest na Siciliji so "ponudili, da mu prepustijo mesta Agrigent, Sirakuze in Leontini, in ga prosili, naj jim pomaga pregnati Kartažane in otok rešiti tiranov." Makedonci so ga prosili, naj zasede prestol Makedonskega kraljestva, ko je bil njihov kralj Ptolemej Keraunos, čigar vojska je bila poražena v galskem vdoru v Grčijo, ujet in obglavljen s strani Galcev. Pir se je odločil, da Sicilija ponuja boljše priložnosti za slavo, saj je bila Afrika "bližje" – Plutarh je menil, da je Pir hrepenel po osvojitvi Kartagine, ki je bila v Afriki. Cineasa je poslal na pogovore z grškimi mesti na Siciliji, medtem ko je sam zasedel Tarent. Tarentinci so bili nezadovoljni in so zahtevali, naj nadaljuje vojno z Rimom ali pa odide in pusti Tarent takšnega, kot ga je našel. Z drugimi besedami, želeli so konec njegove tiranske vladavine v mestu, če bi odšel. Pir je odšel, ne da bi odgovoril.
Apijan je zapisal, da je Pir začel bolj skrbeti za Sicilijo kot za Italijo, ker je Agatokles iz Sirakuz, tiran Sirakuz in samooklicani kralj Sicilije, pravkar umrl, Pir pa se je poročil z njegovo hčerko Lanasso. Vendar se je Apijan moral zmotiti. Agatokles je umrl leta 289 pr. n. št., devet let pred Pirovim podvigom v Italiji in enajst let, preden je odšel na Sicilijo. Poleg tega je Lanassa zapustila Pira leta 291 pr. n. št. Možno je, da se je Apijan skliceval na Pirove dedne zahteve po Agatoklesovi smrti in ta razmeroma nedavni dogodek, Pirove zahteve, kot tudi Pirova bližina so prebivalce Sirakuz leta 279 pr. n. št. spodbudili, da so ga prosili za pomoč proti Kartagini. Po Apijanu je Pir nerad zapustil tiste v Italiji, ki so ga prosili za pomoč, brez mirovne poravnave. Cineasa je ponovno poslal v Rim, da bi se pogajal o miru. Prejel je enak odgovor. Rimljani so vrnili Tarentince in italske zaveznike, ki so jih imeli za ujetnike. Po Apijanovem poročilu je bilo premirje. Pir se je nato odpravil na Sicilijo z 8.000 konjeniki in svojimi sloni. Svojim zaveznikom je obljubil, da se bo vrnil v Italijo. Pir je Mila pustil v Tarentu, da bi zasedel mesto. Po Justinu je pustil tudi svojega sina Aleksandra, da bi zasedel Epizefirsko Lokrijo (Lokri).
Plutarh je zapisal, da sta Thoenon in Sosistrat, vodilna moža v Sirakuzah, prva prepričala Pira, naj gre na Sicilijo. Diodor Sicilski je zapisal, da je "Thoenon nadzoroval otok [mesta Sirakuze], medtem ko je Sosistrat vladal Sirakuzam. Imela sta deset tisoč vojakov [v Sirakuzah] in sta se med seboj vojskovala. Toda oba, izčrpana v vojni, sta poslala ambasadorje k Piru." Medtem ko se je Pir pripravljal na odhod, so Kartažani oblegali Sirakuze. Z ladjevjem so blokirali njeno pristanišče. Izvajali so operacije blizu mestnega obzidja in ropali podeželje s 50.000 možmi. Sirakužani so upali na Pira, ker se je poročil z Lanasso. Ko je Pir odplul iz Tarenta, se je ustavil v Lokriju.
Mamertinski najemniki, ki so zavzeli mesto Mesano (Messina), so sklenili zavezništvo s Kartažani in se jim pridružili pri poskusu preprečitve Pirovega prehoda čez Messinsko ožino. Zato Pir ni mogel pristati v Mesani ali Sirakuzah. Vendar pa se je Tyndarion, tiran Tauromenije (Taormina, južno od Mesane), postavil na Pirovo stran in je bil pripravljen sprejeti njegove sile v svojem mestu. Pir je od njega prejel vojake in nato pristal v Catani, ki je bila prav tako med Mesano in Sirakuzami. Pozdravili so ga njeni državljani in izkrcal je svojo pehoto, ki je korakala proti Sirakuzam, ob boku ladjevja. Ko se je približal Sirakuzam, je zmanjšano kartažansko ladjevje (trideset ladij je odšlo na druge misije) odplulo.
Pir je sprejel predajo "[o]toka [mesta] od Thonona in preostali del mesta od državljanov in Sosistrata." Dodal je, da je poleg vladanja Sirakuzam "Sosistrat postal gospodar Agrigenta in mnogih drugih mest ter imel vojsko več kot deset tisoč mož." Pir je pomiril "Thoenona in Sosistrata ter Sirakužane in obnovil harmonijo, "mislil, da bo pridobil veliko popularnost z mirom." Prevzel je vojaško opremo mesta in njenih 140 ladij. Pir je imel zdaj več kot 200 ladij Dionizij iz Halikarnasa je zapisal, da je bil Sosistrat vladar mesta in Tonon poveljnik garnizije. Piru sta dala denar iz zakladnice in 200 vojaških ladij. Po Diodorju Sicilskem mu je vladar mesta Leontini predal mesto in njegovih 4.000 pešcev ter 500 konjenikov. Enako so storila tudi druga mesta. Mesto Enna je izgnalo garnizijo, ki so jo tam postavili Kartažani in obljubilo, da se bo predalo Piru. Pir je odšel v Agrigentum in prevzel mesto, pa tudi 8.000 pešcev in 800 konjenikov, ki so bili izbrani možje. Prevzel je tudi trideset mest, ki jim je vladal Sosistrat in prinesel oblegovalne stroje in izstrelke iz Sirakuz.
Po Diodorju Sicilskem se je Pir odpravil na ozemlja pod kartažansko oblastjo s 30.000 pešci in 1.500 konjeniki. Po Plutarhovem poročilu je imel Pir 30.000 pešcev, 2.500 konjenikov in 200 ladij. Diodor je poročal, da je Pir premagal kartažansko garnizijo v Heraclea Minoa in zavzel Azone. Selinunt, Halicyae, Segesta in druga mesta so prešla na njegovo stran. Oblegal je Eryx, ki je imel močne naravne obrambne značilnosti in veliko kartažansko garnizijo. Obleganje je trajalo dolgo, vendar je Piru uspelo zavzeti mesto z naskokom. Tam je pustil garnizijo in napadel Iaetio, ki je bilo močno mesto na dobrem strateškem položaju za napad na Panormus, ki je imel najboljše pristanišče na Siciliji. Iaetia se je predala brez boja. Panormus je bil zavzet z naskokom. Pir je nadzoroval vsa kartažanska ozemlja razen Lilybaeum. Medtem ko je oblegal to mesto, so Kartažani pripeljali veliko vojsko in velike količine žita iz Afrike. Okrepili so tudi utrdbe mesta. Plutarh, čigar poročilo o Pirovem pohodu na kartažanska ozemlja je bilo kratko, je samo zapisal, da je Pir podredil območja pod kartažansko oblastjo in da se je po zavzetju Eryxa premaknil proti mamertinskim najemnikom, ki so zavzeli Messano. Ti so bili nadloga za Grke in so celo nekaterim naložili davek. Pir je ujel njihove pobiralce davkov in jih usmrtil. Premagal je Mamertince v bitki in uničil mnoge njihove trdnjave. Plutarh ni omenil obleganja |Lilybaeuma, Diodor Sicilski pa ni omenil pohoda proti Mamertincem.
Tako Plutarh kot Diodor Sicilski sta zapisala, da so Kartažani začeli pogajanja. Ponudili so veliko vsoto denarja. Po Plutarhovem poročilu so ponudili tudi ladje. Po Diodorju Sicilskem je Pir zavrnil sprejem denarja in bil prepričan, da prepusti Lilybaeum Kartažanom. Vendar so ga njegovi prijatelji in delegati iz grških mest pozvali, naj jim ne "dovoli odskočne deske za napad na Sicilijo, temveč naj izžene Feničane z celotnega otoka in naj bo morje meja njegovega ozemlja." Plutarh ni omenil, da bi na Pira vplivali njegovi prijatelji in delegati mest. V njegovi različici je Pir zavrnil ponudbo, ker je želel "zasledovati ambicije, zaradi katerih je na začetku zapustil dom in si je zaželel Libijo." Z drugimi besedami, Pir je želel osvojiti Kartagino, ki je bila to, kar so Grki imenovali Libija (Plutarh je bil Grk) in Rimljani Afrika. Po Diodorju Sicilskem so se pogajanja odvijala med obleganjem Lilybaeuma. Potem se je Pir zapletel v spopade blizu mestnega obzidja. Kartažani so se učinkovito upirali zaradi velikosti svojih sil in ker so imeli toliko katapultov, da ni bilo dovolj prostora za vse na mestnem obzidju. Mnogi Pirovi možje so bili ubiti in bil je v slabšem položaju. Pir je začel graditi vojne stroje, ki so bili močnejši od tistih, ki jih je pripeljal iz Sirakuz. Vendar se je kartažanski odpor nadaljeval, kpomagal pa jim je še skalnati teren. Po dveh mesecih je opustil obleganje. Pir je nato usmeril svoja prizadevanja v izgradnjo velike flote za prevoz svojih čet v Afriko, potem ko je pridobil prevlado na morju.
Plutarh je zapisal, da je imelo veliko Pirovih ladij premalo posadke in da je začel zbirati veslače. Prenehal je pošteno ravnati z grškimi mesti in z njimi ravnal despotsko, uporabljal prisilo in nalagal globe. Ni bil več priljubljen vodja. Postal je tiran, znan po "nehvaležnosti in nezvestobi". Sprva so sicilski Grki to prenašali. Stvari so se spremenile, ko je Pir postal sumničav do Sosistrata in Thoenona, mož, ki sta ga povabila na Sicilijo in sta mu bila v veliko pomoč. Sosistrat se je bal Pirovih sumov in se je držal v ozadju. Pir je Thoenona obtožil sodelovanja s Sosistratom in ga dal usmrtiti. Dionizij iz Halikarnasa je podal nekaj podrobnosti o Pirovem vedenju. Zaplenil je posestva Agatoklesa iz Sirakuz sorodnikom in prijateljem, ki so jih podedovali in jih dal svojim prijateljem. Glavne urade v mestih je dal svojim vojakom. Nekatera sojenja in nekatere administrativne naloge je opravljal sam, druge pa je dodelil članom svojega dvora, ki so bili zainteresirani le za osebni dobiček in razkošje. Ustanovil je garnizone z izgovorom, da so za zaščito pred Kartažani. Aretiral je najvidnejše moške v mestih in jih dal usmrtiti pod lažnimi obtožbami izdaje, eden izmed njih je bil Thoenon. Pir je poskušal aretirati Sosistrata, vendar je ta pobegnil iz mesta.
Dejanja kralja so povzročila sovraštvo v grških mestih. Po Plutarhu so se nekatera od njih postavila na stran Kartažanov, nekatera pa so poklicala mamertinske najemnike. Medtem ko se je Pir soočal z nasprotovanjem in uporom, je prejel pismo od Tarentincev in Samnitov. Samnite so pregnali iz njihovih podeželskih območij in težko so branili svoja mesta ter ga prosili za pomoč. To je Piru dalo izgovor, da zapusti Sicilijo, kjer je izgubil nadzor, ne da bi se zdelo, da beži. Plutarh je zapisal, da je Pir rekel: "Prijatelji moji, kakšno bojno prizorišče za Kartažane in Rimljane puščamo za seboj!" Ne vemo ali je Pir to dejansko rekel, ker so stari zgodovinarji pogosto izmišljevali govore zgodovinskih osebnosti. Kasij Dion je zapisal, da ko so Kartažani videli, da so Pirove sile majhne in da je izgubil naklonjenost sicilskih Grkov, so "odločno nadaljevali vojno. Sprejeli so sirakuške izgnance in [Pira] tako močno nadlegovali, da je opustil ne le Sirakuze, ampak tudi Sicilijo." Dionizij iz Halikarnasa je zapisal, da so Kartažani poslali vojsko na Sicilijo, ker jim je situacija dala priložnost, da ponovno pridobijo mesta, ki so jih izgubili. Ko je Pir zapustil Sicilijo, so Kartažani ponovno prevzeli nadzor nad svojimi ozemlji na zahodu.

## Vrnitev v Italijo, bitka pri Beneventu in konec vojne
Plutarh je zapisal, da se je kartažanska flota soočila s Pirom, ko je prečkal Mesinski preliv, da bi dosegel celino. V pomorski bitki je izgubil veliko ladij. Mamertinski najemniki, od katerih jih je 10.000 prečkalo preliv, so se borili s Pirom na celini, njegovo vojsko so spravili v zmedo in ubili dva slona ter veliko mož v njegovi zadnji straži. Pir je prejel rano na glavi, vendar mu je uspelo premagati Mamertince. V Tarentum je prispel jeseni 276 pr. n. št. z 20.000 možmi.
Dionizij iz Halikarnasa ni omenil pomorske bitke v Mesinskem prelivu. Zapisal je, da so ladje Pira, ki je želel pluti naravnost v Tarentum, naletele na neugoden veter, ki je trajal vso noč. Nekatere ladje so se potopile. Nekatere so bile odnesene v Mesinski preliv, druge pa so nasedle na plažah Lokrija. Posadke ladij, ki so nasedle blizu Lokrija, so umrle, ko jih je preplavil povratni tok valov. Po Dioniziju se je to zgodilo, ker je Pir, zaveden od enega svojih prijateljev, Euegorja (starogrško Εὐήγορος), sina Teodorja (starogrško Θεόδωρος), in prisiljen zaradi pomanjkanja sredstev, oropal sveti zaklad templja boginje Perzefone, s čimer je zagrešil svetoskrunstvo. Dionizij ni določil, kje se je to zgodilo. Vendar pa njegova pripoved nakazuje, da se je to zgodilo v Sirakuzah, preden so se odpravili v Italijo. Ladje, ki so bile odnesene na obale Lokrija, so bile tiste, ki so prevažale daritve boginji. Ko so valovi razbili ladje, so bili sveti denarji zaklada vrženi na obalo, ki je bila najbližje Lokriju. Pir se je prestrašil in jih vrnil boginji.
Apijan je omenil pomorsko bitko s Kartažani v Mesinskem prelivu, ne pa tudi bitke z Mamertinci na celini. V njegovem poročilu je Pir zavzel zaklad Perzefone v Lokriju, potem ko je prečkal iz Sicilije v Italijo. Zapisal je, da je bil Pir breme za grška mesta zaradi nastanitve in oskrbe svojih čet, garnizonov, ki jih je vzpostavil in davkov, ki jih je naložil. Te dajatve so ga obogatile. Ko je zapustil Sicilijo, je odplul proti Regiju z desetimi ladjami in številnimi tovornimi in trgovskimi ladjami. Kartažani so ga napadli in potopili sedemdeset ladij ter onesposobili ostale, razen dvanajstih ladij. Uspelo mu je pobegniti in se maščevati mestu Lokri, katerega prebivalci so tam ubili poveljnika njegovega garnizona. Veliko je pobijal in ropal ter pograbil zaklad Perzefone. Ponovno je odplul in se ujel v nevihto, ki je potopila nekatere njegove ladje. Vsi sveti predmeti so bili odneseni na plažo Lokrija. Pir jih je vrnil boginji in poskušal opraviti žrtvovanja v njeno čast. Vendar pa so bile žrtvene živali neugodne in razjezil se je. Usmrtil je tiste, ki so mu svetovali, naj oropa tempelj, so sodelovali pri tem ali so se s tem strinjali.
Kasij Dion je zapisal, da so Rimljani, ko je Pir odšel na Sicilijo, preložili svoj konflikt s Tarentumom. Leta 277 pr. n. št. sta konzula Publij Kornelij Rufin (konzul 290 pr. n. št.) in Gaj Junij Bubulk Brut napadla in opustošila Samnij. Samniti so svoje najpomembnejše zaklade odnesli na hribe Kranita. Konzula sta poskušala splezati na te hribe, vendar jima ni uspelo, ker so bili poraščeni z grmovjem in tako sta bila poražena. Mnogi so umrli in mnogi so bili ujeti. P tem, ko sta se konzula medsebojno obtoževala za poraz, nista nadaljevala vojne skupaj. Junij Bubulk je opustošil del Samnija; Kornelij Rufin je napadel Lukance in Brutijce in po 
tem je na povabilo nekaterih pro-rimljanov v mestu zavzel Kroton (ki se je uprl). Protirimljanska frakcija je prosila Mila, poročnika, ki ga je Pir pustil v Tarentumu, za pomoč. Milo je poslal Nikomaha, ki je garniziral mesto. Nevedeč nič o te, se je Kornelij Rufin neprevidno približal mestnemu obzidju in bil poražen v izpadu. Poslal je dva moža k Nikomahu. Pretvarjala sta se, da sta dezerterja in trdila, da je konzul opustil Kroton in napredoval proti Lokriju, ki na bi mu bil izdajalsko izdan. Cornelius Rufinus se je pretvarjal, da odhaja v naglici. Nikomah je pohitel proti Lokrisu. Rufinus se je neopaženo vrnil in zavzel Kroton. Nikomah se je vrnil v Tarentum, medtem ko je Lokri prešel na stran Rimljanov. Tako kot Apijan je tudi Kasij Dion zapisal, da je Pir oplenil zaklad Perzefone v Lokriju. Vendar pa je po njegovem mnenju to storil, ker njegovi zavezniki (verjetno zavezniki v Italiji) niso bili pripravljeni prispevati ničesar za njegovo podporo, medtem ko je po Apijanu to bilo dejanje maščevanja, ker je mesto prešlo na stran Rimljanov.
Ko se je Pir leta 275 pr. n. št. vrnil v Italijo, se je boril v bitki pri Beneventu proti Rimljanom, ki je bila zadnja bitka vojne.
Plutarh je podal najbolj podroben opis bitke. Zapisal je, da so med tremi leti, ki jih je Pir preživel v kampanji na Siciliji, Samniti utrpeli številne poraze s strani Rimljanov in izgubili znaten del svojega ozemlja. To jih je razjezilo na Pira. Zato se mu večina ni pridružila, ko se je vrnil v južno Italijo. Kasij Dion je zapisal, da so Samniti, ki so bili pod pritiskom Rimljanov, povzročili, da se je Pir ponovno odpravil, da bi jim pomagal. Po Plutarhovem opisu se je Pir spopadel z Rimljani kljub pomanjkanju samnitske podpore. Dva konzula za leto 275 pr. n. št., Lucij Kornelij Lentul Kaudin in Manij Kurij Dentat, sta se borila v Lukaniji oziroma v Samniju.
Plutarh je zapisal, da je Pir razdelil svoje sile na dva dela. Enega je poslal proti Korneliju Lentulu, z drugo silo pa je ponoči odkorakal proti Maniju Kuriju, ki je bil utaborjen blizu Beneventa in je čakal na pomoč Kornelija Lentula. Piru se je mudilo, da bi se spopadel z Manijem Kurijem, če bi se pojavil njegov kolega. Vendar so njegovi vojaki izgubili pot in zaostali, ker je šel po dolgi obvoznici skozi gozdove. Dionizij iz Halikarnasa je zapisal, da je Pir marširal po "dolgih poteh, ki jih niso uporabljali niti ljudje, ampak so bile zgolj kozje poti skozi gozdove in skalovje, niso ohranjale reda in so bile, še preden se je sovražnik pojavil, oslabljene v telesu zaradi žeje in utrujenosti." To je Pira zadržalo in ob zori je bil v celoti viden sovražniku, ko se jim je približeval z višin. Plutarh je zapisal, da je Manij Kurij popeljal svoje može iz tabora, napadel sovražno predhodnico in zajel nekaj slonov, ki so bili puščeni za seboj. Ta uspeh ga je pripeljal na ravnino, kjer se je lahko spopadel s Pirom v bitki na ravnem terenu. Premagal je nekatere sovražne linije, vendar ga je napad slonov pognal nazaj v njegov tabor. Poklical je stražarje tabora, ki so stali na parapetih obzidja. Prišli so dol in metali kopja na slone, kar jih je prisililo, da so se obrnili. Tekli so skozi Pirove vrste, ki so bile v neredu in posledično so Rimljani zmagali v bitki.
Dionizij iz Halikarnasa je o bitki zapisal le en stavek: "Ko so se Pir in tisti z njim povzpeli skupaj s sloni in so Rimljani to opazili, so ranili slona [mladiča], kar je povzročilo veliko zmedo in beg med Grki. Rimljani so ubili dva slona in osem drugih, ki so jih stisnili na mestu brez izhoda, so jih žive zajeli, ko so se indijski mahuti (vodiči slonov) predali; in povzročili so velik pokol med vojaki."
Kasij Dion je prav tako pripovedoval zgodbo o ranjenem mladiču. Zapisal je, da je bil Pir prisiljen v beg, ker je bil "mlad slon ranjen in je stresel svoje jezdece, je taval naokoli v iskanju svoje matere, nakar se je slednja vznemirila in drugi sloni so postali nemirni, tako da je vse padlo v strašno zmedo. Končno so Rimljani zmagali, ubili veliko ljudi in zajeli osem slonov, ter zasedli sovražnikove utrdbe."

## Posledice
Nazaj v Grčiji je Pir šel v vojno z kraljevino Makedonijo. Odstavil je njenega kralja Antigona II. in za kratek čas vladal Makedoniji in Tesaliji. Leta 272 pr. n. št. je podprl trditev Kleonymus iz Šparte o špartanskem prestolu. Oblegal je Šparto in si prizadeval pridobiti nadzor nad Peloponezom z zavzetjem tega mesta. Vendar je naletel na močan odpor in se je temu odpovedal. Nato je bil poklican, da posreduje v sporu v Argosu, vendar je bil tam ubit v ulični bitki.
Po vojni je Rim uveljavil svojo hegemonijo v južni Italiji. Leta 272 pr. n. št., leto, ko je Pir umrl, je Rim zavzel Tarent. Livijeve "Periochae" so zabeležile, da je leta 272 pr. n. št. kartažanska mornarica prinesla pomoč Tarentu in prekinila pogodbo z Rimom. Vendar je Kasij Dion zapisal, da so Tarentinci poklicali Kartažane, da bi jim pomagali proti Milu, poveljniku epirotske garnizije, ko so slišali, da je Pir umrl. Bili so jezni na Mila, ker je z njimi slabo ravnal. Napadli so ga, vendar niso ničesar dosegli in nato zasedli trdnjavo mesta ter od tam nenehno nadlegovali Mila. Rimski konzul Lucij Papirij Kurzor je oblegal mesto. Milo, stisnjen med Rimljani na kopnem in Kartažani na morju, je predal trdnjavo (domnevno jo je ponovno pridobil) Luciju Papiriju pod pogojem, da mu bo dovoljeno oditi s svojimi možmi in denarjem. Mesto je bilo predano Rimljanom in kartažanska flota je odplula. Tarentinci so se strinjali, da bodo porušili mestno obzidje in plačali davek. Preden je prevzel Tarent, je Lucij Papirij premagal Brutijce, medtem ko se je njegov kolega Spurius Carvilius Maximus boril proti Samnitom.
Zavzetje Tarenta je Rimljanom dalo tudi nadzor nad Mesapijci iz osrednje in dela južne Apulije, ki so se, čeprav so se prej v zgodovini borili proti Tarentu, od leta 304 pr. n. št. tesno povezali s Tarentom. Leta 267 pr. n. št. sta konzula Marcus Atilius Regulus in Lucius Julius Libo osvojila Salentine (ki so živeli v južni Apuliji) in zavzela mesto [Brindisi|Brundisium]]. Kasij Dion je zapisal, da so Rimljani uporabili izgovor, da so se postavili na stran Pira in da so zdaj preplavili ozemlja svojih zaveznikov, v resnici pa so si prizadevali za lepo pristanišče Brundisiuma, ki je bilo prehod za plovbo v vzhodno Sredozemlje. Poslali so koloniste v Brundisium in druga mesta. Livijeve Periochae so zabeležile, da so bili tistega leta poraženi tudi Umbrijci. Brundisium je kasneje postal pristanišče za plovbo v vzhodno Sredozemlje.
Kasij Dion je zapisal, da so se Rimljani po zavzetju Tarenta leta 272 pr. n. št. obrnili na msto Regij, ki je z izdajo zavzel Kroton, ga porušil do tal in pobil Rimljane, ki so bili tam. Preprečili so posredovanje Mamertincev (plačancev, ki so zavzeli Mesano, na drugi strani ozkega Messinskega preliva), ki jih je Regij pričakoval kot zaveznike, tako da so z njimi sklenili sporazum. Rimljani so oblegali mesto, vendar so trpeli zaradi pomanjkanja hrane. Hieron II. je postal tiran Sirakuz, potem ko je Pir zapustil Italijo. Ker je bil utrujen od Kartažanov, ki so posegali v Sicilijo, je bil naklonjen Rimljanom. Poslal je žito rimskim četam, ki so oblegale mesto in jim s tem pomagali, da so ga zavzeli. Regij je bil vrnjen preživelim, uporniška garnizija pa je bila kaznovana.  Ne vemo, kdaj se je začelo obleganje, vemo pa, da je Hieron II. prevzel oblast v Sirakuzah leta 270 pr. n. št.
Dionizij iz Halikarnasa je zapisal, da je leta 270 pr. n. št. prišlo do drugega upora rimske garnizije v Regiju (ki je vključevala nekatere italske zaveznike). Konzul Gaj Genucij Klepsina je zavzel mesto in ga vrnil njegovim prebivalcem. Upornike je odpeljal v Rim. Skupščina plemen jih je obsodila na smrt. 4.500 mož, po 300 naenkrat, so privezali na kole. Bičali so jih, nato pa so jim prerezali vratne tetive. Niso jih pokopali in njihova trupla so pustili, da so jih raztrgale ptice in psi na Rimskem forumu.
Zapis v Livijevi ˇ"Periochae" nakazuje, da so napetosti med Rimom in Tarentom spodbudile upore. Zabeleženo je, da so se leta 282 pr. n. št. "[s]amniti uprli. V več bitkah so se številni poveljniki uspešno borili proti njim in proti Lukanom, Brutijcem in Etruščanom." Kot je bilo že omenjeno, je Zonaras zapisal, da je leta 280 pr. n. št. konzul Tiberij Korunkanij vodil kampanjo v Etruriji in da so Etruščani sklenili mirovno pogodbo z Rimom. Po vojni so se Brutijci prostovoljno podredili in se odpovedali polovici svojega goratega okrožja Sila, ki je bilo bogato z lesom (jelka, črni topol, smola in pinija, bukev in hrast). Cornell meni, da je upor Samnitov in Lukanov trajal desetletje. Iz virov nimamo veliko podrobnosti, vendar letopisi "Fasti Capitolini" navajajo deset zmag nad temi ljudstvi med letoma 282 pr. n. št. in 272 pr. n. št. Cornell piše, da je bil končni poraz Samnija in Lukanije zaznamovan z ustanovitvijo kolonij v Paestumu leta 273 pr. n. št., Beneventumu leta 268 pr. n. št., in Aeserniji leta 263 pr. n. št."
Leta 268 pr. n. št. je bil upor Picentov v osrednji Italiji zatrt in ustanovljena je bila kolonija v Ariminumu. Kolonija je bila ustanovljena tudi v Cosi, na obali južne Etrurije, leta 273 pr. n. št.
Pirova vojna je bila prvo soočenje Rima s profesionalnimi vojskami in plačanci helenističnih kraljestev v vzhodnem Sredozemlju. Rimska zmaga je med temi državami pritegnila pozornost na nastajajočo rimsko moč. [Ptolemaj II. Filadelf]], kralj Ptolemejskega kraljestva v Egiptu, je vzpostavil diplomatske odnose z Rimom. Poslal je odposlance v Rim in dal velikodušna darila rimskim odposlancem, ki so prišli v Aleksandrijo.

## Kronologija
282 pr. n. št.
- Deset rimskih ladij se pojavi ob obali Tarenta.

- Filoharis iz Tarenta meni, da je Kornelijeva odprava kršitev starodavne pomorske pogodbe in napade odpravo, potopi štiri ladje in zajame eno.

- Tarent napade rimsko garnizijo v Turiju, jo izžene in opleni mesto.

- Rim pošlje veleposlaništvo v Tarent, ki ga Tarentinci zavrnejo in žalijo.

- Rimski senat napove vojno Tarentu.

- Konzul Lucij Emilij Barbula preneha sovražnosti s Samniti in se premakne proti Tarentu.

281 pr. n. št.
- Tarentinci so poslali odposlance, da bi pozvali Pira, naj jih zaščiti pred Rimljani; Pira spodbudi trditev, da so Samniti, Lukani in Mesapi zbrali vojsko 50.000 pešakov in 20.000 konjenikov.

- Pir prosi Antioha I. za denar in Antigona II., naj mu posodi ladje za prevoz njegove vojske v Italijo. Ptolemaj II. Filadelf mu da 5.000 pešakov in 2.000 konjenikov pod pogojem, da mu ne bodo služili več kot dve leti. Pir je Ptolomeja imenoval za varuha svojega kraljestva, medtem ko ga ni bilo.

280 pr. n. št.
- Pir pošlje Cineasa naprej v Tarent.

- Pir pošlje tudi Mila naprej v Tarent.

- Pir odpluje v Italijo.

- Pir prispe v Tarent, s seboj pripelje bojne slone.

- Samniti, Lukanci, Brutijci in Mesapijci se povežejo s Pirom.

- Pir ponudi pogajanja z Rimljani.

- Pir premaga Rimljane v bitki pri Herakleji.

- Epizefirski Lokri se pridruži Piru.

- Mesto Regij prosi za rimsko zaščito. Rimljani namestijo garnizijo v mestu. Ti vojaki ga zavzamejo zase in pobijejo veliko njegovih prebivalcev.

- Konzul Tiberij Korunkanij je bil poklican iz Etrurije, da brani Rim.

- Vrste legij konzula Publija Valerija Levinusa so bile dopolnjene.

- Pir napreduje proti Kapui, Publij Valerij Levinus namesti garnizijo v mestu.

- Pir se odpravi proti Neapolisu, vendar ne doseže ničesar.

- Pir napreduje vse do Anagnija ali Fregel v Laciju in nato odide v Etrurijo.

- Pir ugotovi, da so se Etruščani povezali z Rimom; dva rimska konzula ga zasledujeta.

- Pir se umakne in se približa Kampaniji. Levinus se mu zoperstavi z vojsko. Pir zavrne bitko in se vrne v Tarent.

- Mago, kartažanski poveljnik, odide v Rim s floto 140 vojaških ladij, da bi ponudil pomoč. Rimski senat ponudbo zavrne.

- Mago se na samem sreča s Pirom, navidezno, da bi se pogajal o miru. V resnici je želel preveriti njegove namere glede prošnje za pomoč grških mest na Siciliji.

- Gaj Fabricij Luscin je poslan na misijo k Piru, da bi se pogajal o izpustitvi rimskih vojnih ujetnikov. Pir poskuša podkupiti Fabricija in ko mu to ne uspe, izpusti ujetnike brez odkupnine. [B]

- Pir pošlje Cineasa v Rim kot svojega ambasadorja, da bi se pogajal o miru ali premirju.

- Apij Klavdij Cek pozove Pira, naj zapusti Italijo in Cineasa, naj takoj zapusti Rim. Senat ga podpre.

- Cineas se vrne k Piru in rimski senat imenuje "parlament kraljev". Ocenil je tudi, da imajo Rimljani dvakrat več vojakov kot takrat, ko so se borili v prejšnji bitki in veliko več rezervistov.

279 pr. n. št.
- Pir napade Apulijo in se sooči z rimsko vojsko.

- Pir premaga Rimljane v bitki pri Askulu, vendar utrpi velike izgube.

- Kartažani in Rimljani sklenejo zavezniško pogodbo.

- Ko Gaj Fabricij odkrije zaroto Pirovega zdravnika Nikija, da bi ga zastrupil; pošlje opozorilo Piru.

- Grška mesta na Siciliji prosijo Pira za pomoč proti Kartažanom. Pir se strinja.

- Cineas ponovno odide v Rim, vendar se mu ne uspe pogajati o mirovnih pogojih.

- Rimska garnizija se upre v Regiju, zavzame mesto in pobije veliko njegovih prebivalcev. Rimljani ponovno zavzamejo mesto in usmrtijo upornike.

- Skupna rimsko-kartažanska odprava, poslana v Regij.

278 pr. n. št.
- Med svojim drugim konzulatom, potem ko je Pir odšel na Sicilijo, je bil Gaj Fabricij Luscin poslan proti uporniški garniziji v Regiju. Zavzame mesto in ga vrne njegovim prebivalcem. Preživeli uporniki so odpeljani v Rim in usmrčeni zaradi izdaje.

- Kartažani in Rimljani izvedejo operacijo proti uporniški rimski garniziji, ki je zavzela Regij.

278–75 pr. n. št.
- Pir zapusti Italijo in prečka na Sicilijo.

- Kartažani blokirajo Sirakuze.

- Pir pristane v Katani in se odpravi proti Sirakuzam, Kartažani odidejo.

- Sosistrat in Toenon predata Sirakuze Piru. Pir uredi mir med njima.

- Poslanstva iz mnogih sicilijanskih mest pridejo k Piru in mu ponudijo svojo podporo.

- Pir prevzame nadzor nad Agrigentom in tridesetimi drugimi mesti, ki so prej pripadala Sosistratu.

- Pir napade ozemlje Kartažanov na Siciliji.

- Pir zavzame Heraklejo Minojo, Azone, Eriks in Panormus. Druga kartažanska ali pod kartažansko oblastjo ležeča mesta se predajo.

- Pir porazi Mamertince. [C]

- Pir začne obleganje Lilybaeuma.

- Kartažani začnejo pogajanja. Pir jim reče, naj zapustijo Sicilijo.

- Pir opusti obleganje Lilybaeuma.

- Pir se odloči zgraditi floto za invazijo na Afriko, da bi osvojil Kartagino.

- Da bi opremil svojo floto, Pir ravna z grškimi mesti na Siciliji despotsko in izsiljevalsko.

- Pir da usmrtiti Thoenona iz Sirakuz zaradi suma izdaje, njegovo despotsko vedenje pa ga naredi nepriljubljenega med Sicilijanci.

- Grška mesta na Siciliji so se obrnila proti Piru. Nekatera so se pridružila Kartagini, druga so poklicala mamertinske plačance.

275 pr. n. št.
- Pir prejme pismo od Tarentincev in Samnitov. Slednji so ga prosili za pomoč. To Piru da izgovor, da zapusti Sicilijo, ne da bi se zdelo, da beži.

- Pir odpluje v Italijo. Njegovo floto ujame nevihta. Pira napade kartažanska flota v Mesinski ožini. [D] [E]

- Mamertinci se borijo proti Piru na celini. Veliko njegovih slonov in mož je ubitih. Pir je ranjen, vendar mu uspe zmagati v bitki. [F]

- Konzul Manij Kurij Dentat je izgnal kontingent v Krotonu in zavzel mesto.

- Epizefirska Lokris se je pridružila Rimljanom...

- Pir opleni Epizefirsko Lokris, vključno z zakladom templja Perzefone. [F]

- Pirovo floto ujame nevihta po odhodu iz Epizefirske Lokris.

- Konzula Lucius Cornelius Lentulus Caudinus in Manij Kurij Dentat sta se borila v Lukaniji oziroma Samniju.

- Rimljani porazijo Pira v bitki pri Beneventu.

- Pir zapusti Italijo; Pirova vojna se konča.

[A] Po Apijanu je to floto vodil nekdanji rimski konzul Publius Cornelius Dolabella (konzul 283 pr. n. št.). Po Kasiju Dionu jo je vodil konzul Gaius Fabricius Luscinus. Po Zonarasu jo je vodil Lucius Valerius, ki ga je opisal kot 'admirala'.
[B] Po Kasiju Dionu je bil Cineas poslan v Rim pred Fabricijevo ambasado. Po Plutarhu je bil poslan po tej ambasadi.
[C] to misijo proti Mamertincem je omenil le Plutarh. Diodor Sicilski, čigar informacije so podrobnejše, je ni omenil.
[D] To bitko sta omenila Plutarh in Apian, ne pa tudi Dionizij iz Halikarnasa.
[E] Po Dioniziju iz Halikarnasa je Pira ujela nevihta, ko je plul v Italijo. Nekatere njegove ladje so se potopile, nekatere so zatavale v Mesinsko ožino, nekatere pa so bile odnesene v Epizefirsko Lokris. Po Apijanu je Pira ujela nevihta, ko je zapustil Epizefirsko Lokris.
[F] Po Apianu in Kasiju Dionu je bil zaklad oropan v Epizefirski Lokris, po Dioniziju iz Halikarnasa pa je bil zasežen v Sirakuzah.
Glej tudi:
- Rimska ekspanzija v Italiji

## Notes
1. ↑  Zonaras, Izvlečki zgodovine, fragment 8.2
2. ↑  Kasij Dion, Rimska zgodovina, 9 fragment 5
3. ↑  Kasij Dion, Rimska zgodovina, 9 fr. 5
4. ↑  Livy, Periochae, 12.4
5. ↑  Appian, The Samnite Wars, 15
6. ↑  Livy, Periochae, 11.12
7. ↑  Pliny the Elder, Natural History, 34.32
8. ↑  Dionysius of Halicarnassus, Roman Antiquities, 19 excerpt 13
9. ↑  Forsythe, G., A Critical History of Early Rome, pp. 350–351
10. ↑  Cornell, Beginnings of Rome, pp. 363–364
11. ↑  Appian, The Samnite Wars, 16
12. ↑  Dionysius of Halicarnassus, Romans Antiquities, 19 fr. 5
13. ↑  Cassius Dio, Roman History, 9 fr. 6–9
14. ↑  Dionysius of Halicarnassus, Roman Antiquities, 19. excerpt 6
15. ↑  Appian, The Samnite Wars, 17
16. ↑  Zonaras, Extracts of History, 8.2
17. ↑  Plutarh, Vzporedna življenja, Pir, 13.2
18. ↑  Dionizij iz Halikarnasa, Rimske starine, 19 odlomek 8
19. ↑  Kasij Dion, Rimska zgodovina, 9 fr. 10
20. ↑  Plutarh, Vzporedna življenja, Pir, 13.4–5
21. ↑  Kasij Dion, Rimska zgodovina, 9 fr. 40.5
22. ↑  Plutarh, Vzporedna življenja, Pir, 14
23. ↑  Justin, Epitome of Philippic History, 17.2.13–15
24. ↑  Zonaras, Izvlečki zgodovine, 8.2
25. ↑  Plutarh, Vzporedna življenja, Pir, 15-1
26. ↑  Zonaras, Izvlečki zgodovine, 8.2
27. ↑  Plutarh, Vzporedna življenja, Pir, 15
28. ↑  Plutarh, Vzporedna življenja, Pir, 16.1–2
29. ↑  Zonaras, Izvlečki zgodovine, 8.2
30. ↑  Zonaras, Izvlečki zgodovine, 8.2
31. ↑  Plutarh, Vzporedna življenja, Pir, 16.1–2
32. ↑  Apijan, Samnitske vojne, 18
33. ↑  Cassius Dio, Roman History, 9. fr. 7, 11, 12
34. ↑  Appian, Samnite Wars, 19–20
35. ↑  Polybius, The Histories, 1.7.7
36. ↑  Dionysius of Halicarnassus, Romans Antiquities, 19 excerpt 9, 10
37. ↑  Plutarch, Parallel Lives, Pyrrhus, 16.3–4
38. ↑  Cassius Dio, Roman History, 9 fr. 13
39. ↑  Plutarch, Parallel Lives, Pyrrhus, 16.4–7, 17.3
40. ↑  Zonaras, Extracts of History, 8.4
41. ↑  Cassius Dio, Roman History, 9 fr 21
42. ↑  Plutarch, Parallel Lives, Pyrrhus, 17.4–5
43. ↑  Cassius Dio, Roman History, 9 fr. 23, 24.4, 27, 28
44. ↑  Zonaras, Extracts of History, 8.4
45. ↑  Livy, Periochae, 13.3–6
46. ↑  Predloga:Usurped
47. ↑  Plutarch Parallel Lives, Pyrrhus, 18.2–6, 20
48. ↑  Cassius Dio, Roman History, 9. fr. 9.40.39
49. ↑  Plutarch, Parallel Lives, Pyrrhus, 18.5–6, 19.1–3
50. ↑  Appian, The Samnite Wars, 23
51. ↑  Appian, The Samnite Wars, 24
52. ↑  Florus, Epitome of Roman History, 1.18.24
53. ↑  Plutarch Parallel Lives, Pyrrhus, 19
54. ↑  Justin, Epitome of Philippic History, 18.2.7
55. ↑  Cassius Dio, Roman History, 9 fr. 23, 24.4, 27, 28
56. ↑  Zonaras, Extracts of History, 8.4
57. ↑  Justin, Epitome of Philippic History, 18.2.6
58. ↑  Kasij Dion, Rimska zgodovina, 9 fr. 5
59. ↑  Kasij Dion, Rimska zgodovina, 9 fr. 5
60. ↑  Plutarh, Vzporedna življenja, Pir, 21.5–8
61. ↑  Dionizij iz Halikarnasa, Rimske starine, 20 odlomek 29.3
62. ↑  Plutarh, Vzporedna življenja, Pir, 21.8–10
63. ↑  Predloga:Usurped
64. ↑  Polybius, The Histories, 3.25
65. ↑  Livy Periochae, 13.10
66. ↑  Diodorus Siculus, Library of History, 22 fr. 7.5
67. ↑  Plutarch, Parallel Lives, Pyrrhus, 22.1–3
68. ↑  Diodorus Siculus, Bibliotheca historica 22.8.2
69. ↑  Appian, Samnite Wars, 27–28
70. ↑  Justin, Epitome of Philippic History, 18.2.10
71. ↑  Plutarch, Parallel Lives, Pyrrhus, 23.4
72. ↑  Diodorus Siculus, Library of History, 22 fr. 7.4
73. ↑  Diodorus Siculus, Library of History, 22 fr. 8.1–3
74. ↑  Diodorus Siculus, Library of History, 22.8, 10
75. ↑  Dionizij iz Halikarnasa, Rimske starine, 20 odlomek 8
76. ↑  Diodor Sicilski, Zgodovinska knjižnica, 22 fr. 7.4, 5; 8.1–3
77. ↑  Diodor Sicilski, Zgodovinska knjižnica, 22.10
78. ↑  Plutarh, Vzporedna življenja, Pir, 22.4–6, 23.1
79. ↑  Diodor Sicilski, Zgodovinska knjižnica, 22.10
80. ↑  Plutarch, Parallel Lives, Pyrrhus, 23.2–3
81. ↑  Plutarch, Parallel Lives, Pyrrhus, 23.4–5
82. ↑  Dionysius of Halicarnassus, Roman Antiquities, 20 excerpt 8
83. ↑  Plutarch, Parallel Lives, Pyrrhus, 23.5–6
84. ↑  Cassius Dio, Roman History, 10 fr. 5.46
85. ↑  Dionysius of Halicarnassus, Roman Antiquities, 20 excerpt 8.7.4
86. ↑  Plutarch, Vzporedna življenja, Pir, 24
87. ↑  Dionizij iz Halikarnasa, Rimske starine, 20.9.1
88. ↑  Dionizij iz Halikarnasa, Rimske starine, 20 odlomek 9
89. ↑  Apijan, Samnitske vojne, 29–30
90. ↑  Cassius Dio, Roman History, 10 fr. 6.48
91. ↑  Cassius Dio, Roman History, 10 fr. 6.48
92. ↑  Plutarch, Parallel Lives, Pyrrhus, 25.1
93. ↑  Dionysius of Halicarnassus, Roman Antiquities, 20 excerpt 11
94. ↑  Plutarch, Parallel Lives, Pyrrhus, 25
95. ↑  Dionysius of Halicarnassus, Roman Antiquities, 20 excerpt 12.1
96. ↑  Cassius Dio, Roman History, 10 fr. 6.48
97. ↑  Livy Periochae, 15.14.2
98. ↑  Cassius Dio, Roman History, 10 fr. 6.47, 41
99. ↑  Florus, Epitome of Roman History, 15
100. ↑  Cassius Dio, Roman History, 10 fr. 7
101. ↑  Livy Periochae, 15.7
102. ↑  Cassius Dio, Roman History, 10 fr.41
103. ↑  Dionysius of Halicarnassus, Roman Antiquities, 20 excerpts 16
104. ↑  Livy, Periochae, 12.4–5
105. ↑  Zonaras, Extracts of History, 8.4
106. ↑  Dionysius of Halicarnassus, Roman Antiquities, 20 excerpts 15
107. ↑  Livy, Periochae,14.8
108. ↑  Livy, Periochae, 15.4
109. ↑  Livy Periochae, 16.7
110. ↑  Cornell. T. J., The Beginnings of Rome (1995), p. 364
111. ↑  Livy, Periochae, 15.4
112. ↑  Livy, Periochae,14.8
113. ↑  Cassius Dio, Roman History, 10 fr. 6.41